# 雙狼綿鳚
雙狼綿鳚，為輻鰭魚綱鱸形目绵鳚亞目绵鳚科的其中一種，分布於南冰洋海域，屬深海底棲性魚類，棲息深度在水深1957至3040公尺，體長可達16.6公分，生態習性不明。

## 扩展阅读
維基物種上的相關：雙狼綿鳚